# Morino (obwód wołogodzki)
Morino (ros. Морино) – wieś w Rosji, w rejonie wołogodzkim obwodu wołogodzkiego. W 2010 r. liczyła 106 mieszkańców.